# 伯特蘭定理

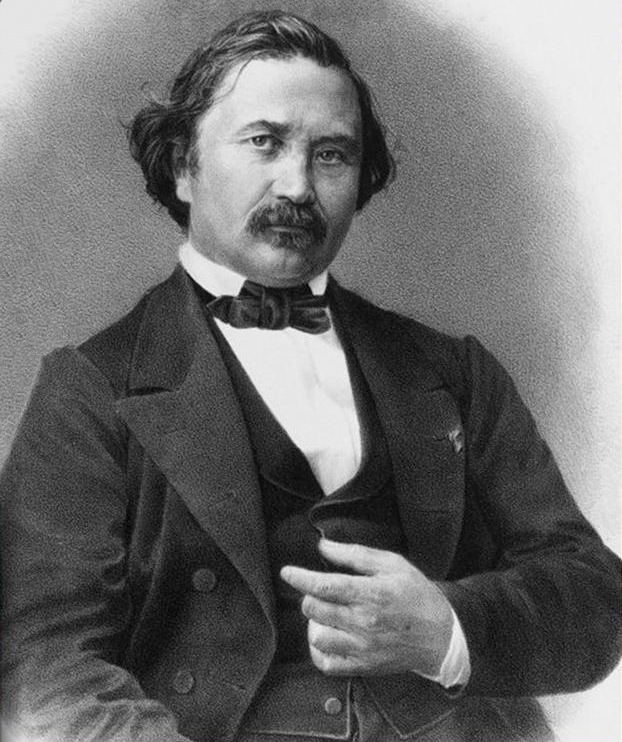
約瑟·伯特蘭

在經典力學裏，伯特蘭定理闡明，只有兩種位勢{\displaystyle V}可以給出閉合軌道：
- 平方反比連心力給出的連心勢，像重力勢或靜電勢，以方程式表示為

{\displaystyle V(r)={\frac {-k}{r}}}。
- 徑向諧振子勢：

{\displaystyle V(r)={\frac {1}{2}}kr^{2}}。
其中，{\displaystyle r}是徑向座標，{\displaystyle k}是正值常數。假若物體從某位置移動，經過一段路徑後，又回到原先位置，則稱此路徑為閉合軌道。
1687年，物理学家艾薩克·牛頓在著作《自然哲學的數學原理》裏提出了萬有引力定律，解釋了行星繞著太陽的公轉为何遵守克卜勒定律。此后許多科學家開始研究，當行星的運動稍許偏離了這軌道時，可能會發生的狀況。其中一個問題為軌道是否仍舊閉合。但經過多年的探討亦無法給出合理的解答。直到1873年，法國數學家約瑟·伯特蘭發表伯特蘭定理，才正確解析此問題。该定理對於經典天體力學研究非常重要，伯特蘭定理給予實驗者一個精確的方法，來測試萬有引力的平方反比性質。
在現代物理學裏，理論物理學家發現由於廣義相對論效應，引力與距離不再成精確的平方反比關係，因此軌道是非閉合的。天文學家作實驗觀測到，水星繞著太陽公轉的橢圓軌道，其近拱點呈緩慢進動狀態。

## 前論
所有吸引性連心力都可以產生圓形的公轉軌道；這圓形軌道當然是閉合軌道；其形成的唯一條件是連心力恰巧地與離心力等值；後者決定了維持某圓形半徑所需的角速度。本篇文章不研究非連心力。一般而言，非連心力不會產生圓形的公轉軌道。
採用極坐標{\displaystyle (r,\theta )}，一個移動於連心勢{\displaystyle V(r)}的粒子，其拉格朗日量{\displaystyle {\mathcal {L}}}是
{\displaystyle {\mathcal {L}}={\frac {1}{2}}m{\dot {r}}^{2}+{\frac {1}{2}}mr^{2}{\dot {\theta }}^{2}-V(r)}。
其中，{\displaystyle m}是粒子質量，{\displaystyle {\dot {r}}}、{\displaystyle {\dot {\theta }}}分別表示{\displaystyle r}、{\displaystyle \theta }對於時間{\displaystyle t}的導數。
這粒子的拉格朗日方程式為
{\displaystyle m{\ddot {r}}-mr{\dot {\theta }}^{2}+{\frac {dV}{dr}}=0}、
{\displaystyle {\frac {d}{dt}}(mr^{2}{\dot {\theta }})=0}。
由於角坐標{\displaystyle \theta }顯性地跟拉格朗日量無關，{\displaystyle \theta }是個可略坐標，其共軛動量（角動量）{\displaystyle \ell }守恆，{\displaystyle \ell }是個常數：
{\displaystyle \ell ={\frac {\partial {\mathcal {L}}}{\partial {\dot {\theta }}}}=mr^{2}{\dot {\theta }}}。
將角動量的方程式代入徑向拉格朗日方程式，可以得到一個{\displaystyle r}的二次微分方程式，
{\displaystyle m{\ddot {r}}-{\frac {\ell ^{2}}{mr^{3}}}+{\frac {dV}{dr}}=0}。
假設軌道是圓形軌道，方程式左手邊第一個項目是零，則如同期待的，連心力{\displaystyle -{\frac {dV}{dr}}}等值於離心力{\displaystyle -{\frac {\ell ^{2}}{mr^{3}}}}。
對於時間的導數與對於角變數的導數之間關係為
{\displaystyle {\frac {d}{dt}}={\frac {\ell }{mr^{2}}}{\frac {d}{d\theta }}}。
將這公式代入，可推導出一個跟角度有關，跟時間無關的軌道方程式：
{\displaystyle {\frac {\ell }{r^{2}}}{\frac {d}{d\theta }}\left({\frac {\ell }{mr^{2}}}{\frac {dr}{d\theta }}\right)-{\frac {\ell ^{2}}{mr^{3}}}=-{\frac {dV}{dr}}}。
設定變數{\displaystyle u={\frac {1}{r}}}，改換方程式的變數為{\displaystyle u}，同時將方程式兩邊乘以{\displaystyle {\frac {m}{\ell ^{2}u^{2}}}}，可以得到一個常係數非齊次線性全微分方程式：
{\displaystyle {\frac {d^{2}u}{d\theta ^{2}}}+u=-{\frac {m}{\ell ^{2}}}{\frac {d}{du}}V(1/u)}。

## 導引
如同前面所說，給予粒子適當的初始速度，任何連心力都能產生標準圓形軌道。可是，假設給予粒子某徑向速度，則這些軌道可能不穩定（穩定在這裏定義為長久地公轉於同一條軌道），也可能不閉合。本段落會證明，穩定的閉合軌道只發生於平方反比連心勢或徑向諧振子勢（一個必要條件）。下一個段落會證明，這些位勢的確會產生穩定的閉合軌道（一個充分條件）。
為了簡化標記，設定 
{\displaystyle J(u)=-{\frac {m}{\ell ^{2}}}{\frac {d}{du}}V(1/u)=-{\frac {m}{\ell ^{2}u^{2}}}f(1/u)}；(1)
其中，{\displaystyle f(1/u)}是連心力函數。
則軌道方程式為
{\displaystyle {\frac {d^{2}u}{d\theta ^{2}}}+u=J(u)}。
如果要得到半徑為{\displaystyle r_{0}\equiv {\frac {1}{u_{0}}}}的圓形運動軌道，必要條件是軌道方程式左邊第一項等於零，方程式變為
{\displaystyle u_{0}=J(u_{0})}。
思考對於標準圓形運動軌道的變數{\displaystyle u}的微擾{\displaystyle \eta \equiv u-u_{0}}，函數{\displaystyle J(u)}在{\displaystyle u_{0}}的泰勒級數為
{\displaystyle J(u)\approx u_{0}+\eta J^{\prime }(u_{0})+{\frac {1}{2}}\eta ^{2}J^{\prime \prime }(u_{0})+{\frac {1}{6}}\eta ^{3}J^{\prime \prime \prime }(u_{0})+\ldots }。
將此展開示代入軌道方程式：
{\displaystyle {\frac {d^{2}\eta }{d\theta ^{2}}}+\eta =\eta J^{\prime }(u_{0})+{\frac {1}{2}}\eta ^{2}J^{\prime \prime }(u_{0})+{\frac {1}{6}}\eta ^{3}J^{\prime \prime \prime }(u_{0})\ldots }。
設定常數{\displaystyle \beta ^{2}\equiv 1-J^{\prime }(u_{0})}（{\displaystyle \beta =0}的解答為標準圓形運動軌道）：
{\displaystyle {\frac {d^{2}\eta }{d\theta ^{2}}}+\beta ^{2}\eta ={\frac {1}{2}}\eta ^{2}J^{\prime \prime }(u_{0})+{\frac {1}{6}}\eta ^{3}J^{\prime \prime \prime }(u_{0})\ldots }。(2)
取至{\displaystyle \eta }的1次方：
{\displaystyle {\frac {d^{2}\eta }{d\theta ^{2}}}+\beta ^{2}\eta =0}。
{\displaystyle \beta ^{2}}必須是個非負數；否則，軌道的半徑會呈指數方式遞增。一階微擾解答為
{\displaystyle \eta (\theta )=h_{1}\cos(\beta \theta )}；
其中，振幅{\displaystyle h_{1}}是個積分常數。
假若這軌道是閉合軌道，則{\displaystyle \beta }必須是有理數。繼續運算，從方程式(1)，取對於{\displaystyle u}的導數：
{\displaystyle {\begin{aligned}J^{\prime }(u_{0})&=-{\frac {m}{\ell ^{2}}}\left(-\left.{\frac {2f(1/u)}{u^{3}}}\right|_{u_{0}}+\left.{\frac {1}{u^{2}}}{\frac {df(1/u)}{du}}\right|_{u_{0}}\right)\\&=-\left.{\frac {2J(u)}{u}}\right|_{u_{o}}+{\frac {J(u)}{f(1/u)}}\left.{\frac {df}{du}}\right|_{u_{0}}=-2+{\frac {u_{0}}{f(1/u_{0})}}\left.{\frac {df}{du}}\right|_{u_{0}}=1-\beta ^{2}\\\end{aligned}}} 。
這方程式對於任意{\displaystyle u_{0}}值都必須成立，因此可以將{\displaystyle u_{0}}認定為函數{\displaystyle \left.{\frac {df}{du}}\right|_{u_{0}}}的參數。用符號{\displaystyle u}來代替{\displaystyle u_{0}}，
{\displaystyle {\frac {df}{du}}=-(\beta ^{2}-3){\frac {f(1/u)}{u}}}。
將方程式的變數換回為{\displaystyle r}，
{\displaystyle {\frac {df}{dr}}=\left(\beta ^{2}-3\right){\frac {f}{r}}}。
這意味著作用力必須遵守冪定律：
{\displaystyle f(r)=-{\frac {k}{r^{3-\beta ^{2}}}}}。
代入方程式 (1) , {\displaystyle J}的一般形式為
{\displaystyle J(u)={\frac {mk}{\ell ^{2}}}u^{1-\beta ^{2}}}。(3)
假設實際軌道與圓形有更大的差別（也就是說，不能忽略{\displaystyle J}函數的泰勒級數的更高次方項目），則可以用傅立葉級數來展開{\displaystyle \eta }：
{\displaystyle \eta (\theta )=h_{0}+h_{1}\cos(\beta \theta )+h_{2}\cos(2\beta \theta )+h_{3}\cos(3\beta \theta )+\ldots }。
因為高頻率項目的係數太小，傅立葉級數只取至{\displaystyle 3\beta }項目。方程式 (2)也只取至{\displaystyle \eta }的三次方。注意到{\displaystyle h_{0}}與{\displaystyle h_{2}}的數量級為{\displaystyle h_{1}^{2}\!}，超小於{\displaystyle h_{1}}；{\displaystyle h_{3},\!}的數量級為{\displaystyle h_{1}^{3}}，超小於{\displaystyle h_{0}}與{\displaystyle h_{2}}。將上述傅立葉級數代入方程式 (2)，匹配方程式兩邊同頻率項目的係數。這樣，可以得到一系列方程式：
{\displaystyle h_{0}=h_{1}^{2}{\frac {J^{\prime \prime }(u_{0})}{4\beta ^{2}}}}，(4)
{\displaystyle 0=(2h_{1}h_{0}+h_{1}h_{2}){\frac {J^{\prime \prime }(u_{0})}{2}}+h_{1}^{3}{\frac {J^{\prime \prime \prime }(u_{0})}{8}}}，(5)
{\displaystyle h_{2}=-h_{1}^{2}{\frac {J^{\prime \prime }(u_{0})}{12\beta ^{2}}}}。(6)
求{\displaystyle J(u)}在{\displaystyle u_{0}}對於{\displaystyle u}的微分：
{\displaystyle J^{\prime }(u_{0})=(1-\beta ^{2}){\frac {mk}{\ell ^{2}}}u_{0}^{-\beta ^{2}}=1-\beta ^{2}}
{\displaystyle J^{\prime \prime }(u_{0})=(1-\beta ^{2})(-\beta ^{2}){\frac {mk}{\ell ^{2}}}u_{0}^{-\beta ^{2}-1}=-{\frac {\beta ^{2}(1-\beta ^{2})}{u_{0}}}}。(7)
{\displaystyle J^{\prime \prime \prime }(u_{0})=(1-\beta ^{2})(-\beta ^{2})(-\beta ^{2}-1){\frac {mk}{\ell ^{2}}}u_{0}^{-\beta ^{2}-2}={\frac {\beta ^{2}(1-\beta ^{2})(1+\beta ^{2})}{u_{0}^{2}}}}。(8)
將方程式(7)、(8)代入方程式(4)、(6)：
{\displaystyle h_{0}=-{\frac {(1-\beta ^{2})h_{1}^{2}}{4u_{0}}}}，(9)
{\displaystyle h_{2}={\frac {(1-\beta ^{2})h_{1}^{2}}{12u_{0}}}}。(10)
再將方程式 (7)、(8)、(9)、(10)代入方程式 (5)，經過一番運算，可以得到伯特蘭定理的重要結果：
{\displaystyle \beta ^{2}(1-\beta ^{2})(4-\beta ^{2})=0}。
解答{\displaystyle \beta =0}是標準圓形軌道。只有平方反比連心勢 ({\displaystyle \beta =1})與徑向諧振子勢 ({\displaystyle \beta =2})能夠造成穩定的，閉合的，非圓形的公轉軌道。

## 平方反比力（克卜勒問題）
平方反比連心力給出的連心勢，像重力勢或靜電勢，以方程式表示為 
{\displaystyle V(\mathbf {r} )={\frac {-k}{r}}=-ku}。
處於這種連心勢的粒子，其一般軌道方程式寫為
{\displaystyle {\frac {d^{2}u}{d\theta ^{2}}}+u=-{\frac {m}{\ell ^{2}}}{\frac {d}{du}}V(1/u)={\frac {km}{\ell ^{2}}}}。
其解答為軌道函數{\displaystyle u(\theta )}： 
{\displaystyle u={\frac {km}{\ell ^{2}}}\left[1+e\cos \left(\theta -\theta _{0}\right)\right]}；
其中，{\displaystyle e}是橢圓軌道的離心率，{\displaystyle \theta _{0}}是相位差，是一個積分常數。
這是焦點位於原點的圓錐曲線的一般方程式。當{\displaystyle e=0}時，這軌道對應於圓形軌道；
當{\displaystyle e<1}時，這軌道是橢圓形軌道；當{\displaystyle e=1}時，這軌道是拋物線軌道；當{\displaystyle e>1}時，這軌道是雙曲線軌道。
離心率與粒子能量{\displaystyle E}的關係為
{\displaystyle e={\sqrt {1+{\frac {2E\ell ^{2}}{k^{2}m}}}}}。
所以，當{\displaystyle E=-{\frac {k^{2}m}{2\ell ^{2}}}}時，這軌道是圓形軌道；
當{\displaystyle E<0}時，這軌道是橢圓形軌道；當{\displaystyle E=0}時，這軌道是拋物線軌道；當{\displaystyle E>0}時，這軌道是雙曲線軌道。

## 徑向諧振子
為了方便解析這問題，採用直角坐標{\displaystyle \mathbf {r} =(x,y,z)}。勢能可以寫為
{\displaystyle V(\mathbf {r} )={\frac {1}{2}}kr^{2}={\frac {1}{2}}k(x^{2}+y^{2}+z^{2})}。
處於徑向諧振子位勢的粒子，其拉格朗日量{\displaystyle {\mathcal {L}}}是
{\displaystyle {\mathcal {L}}={\frac {1}{2}}m({\dot {x}}^{2}+{\dot {y}}^{2}+{\dot {z}}^{2})+{\frac {1}{2}}k(x^{2}+y^{2}+z^{2})}。
這粒子的拉格朗日方程式為
{\displaystyle {\frac {d^{2}x}{dt^{2}}}+\omega _{0}^{2}x=0}、
{\displaystyle {\frac {d^{2}y}{dt^{2}}}+\omega _{0}^{2}y=0}、
{\displaystyle {\frac {d^{2}z}{dt^{2}}}+\omega _{0}^{2}z=0}；
其中，{\displaystyle \omega _{0}=k/m}是振動頻率。
常數{\displaystyle k}必須為正值；否則，粒子會朝著無窮遠飛離。這些微分方程式的解答為
{\displaystyle x=A_{x}\cos \left(\omega _{0}t+\phi _{x}\right)}、
{\displaystyle y=A_{y}\cos \left(\omega _{0}t+\phi _{y}\right)}、
{\displaystyle z=A_{z}\cos \left(\omega _{0}t+\phi _{z}\right)}；
其中，{\displaystyle A_{x}}、{\displaystyle A_{y}}、{\displaystyle A_{z}}分別為x、y、z方向的振幅，{\displaystyle \phi _{x}}、{\displaystyle \phi _{y}}、{\displaystyle \phi _{z}}分別為其相位
由於上述方程式經過整整一周期{\displaystyle T\equiv {2\pi }/{\omega _{0}}}後，會重複自己，軌道解答{\displaystyle \mathbf {r} (t)=\left[x(t),y(y),z(t)\right]}是閉合軌道。

## 牛頓旋轉軌道定理
牛頓旋轉軌道定理表明，對於一個感受到線性作用力或平方反比作用力的移動中的粒子，假設再增添立方反比力於此粒子，只要因子{\displaystyle \alpha }是有理數，則粒子的軌道仍舊是閉合軌道。根據牛頓旋轉軌道定理的方程式，增添的立方反比力{\displaystyle \Delta F(r)={\frac {k}{r^{3}}}}為
{\displaystyle \Delta F(r)={\frac {L_{1}^{2}}{mr^{3}}}\left(1-\alpha ^{2}\right)}；
其中，{\displaystyle \ell _{1}}是粒子原本的角動量，{\displaystyle m}是粒子的質量。
所以，{\displaystyle \alpha ^{2}=1-{\frac {mk}{\ell _{1}^{2}}}}。 
由於{\displaystyle \alpha }是有理數，{\displaystyle \alpha }可以寫為分數{\displaystyle m/n}；其中，{\displaystyle m}和{\displaystyle n}都是整數。對於這案例，增添立方反比力使得粒子完成{\displaystyle m}圈公轉的時間等於原本完成{\displaystyle n}圈公轉的時間。這種產生閉合軌道的方法不違背伯特蘭定理，因為，增添的立方反比力與粒子的原本角動量有關。

## 參閱
- 二體問題
- 三體問題
- 克卜勒定律
- 牛頓旋轉軌道定理